# Meridiano 75 este
El meridiano 75 este de Greenwich es una línea de longitud que se extiende desde el Polo Norte atravesando el Océano Ártico, Asia, el Océano Índico, el Océano Antártico y la Antártida hasta el Polo Sur.
El meridiano 75 este forma un gran círculo con el meridiano 105 oeste.

## De Polo a Polo
Comenzando en el Polo Norte y dirigiéndose hacia el Polo Sur, este meridiano atraviesa:
| Coordenadas                     | País, territorio o mar | Notas                                                                     |
| ------------------------------- | ---------------------- | ------------------------------------------------------------------------- |
| 90°0′N 75°0′E / 90.000, 75.000  | Océano Ártico          | Mar de Kara                                                               |
| 81°6′N 75°0′E / 81.100, 75.000  | Mar de Kara            | Pasando al este de la isla Shokalsky, Rusia                               |
| 72°52′N 75°0′E / 72.867, 75.000 | Rusia                  | Península de Guida                                                        |
| 72°33′N 75°0′E / 72.550, 75.000 | Golfo del Obi          |                                                                           |
| 72°10′N 75°0′E / 72.167, 75.000 | Rusia                  | Península de Guida                                                        |
| 69°7′N 75°0′E / 69.117, 75.000  | Estuario del Taz       |                                                                           |
| 68°50′N 75°0′E / 68.833, 75.000 | Rusia                  |                                                                           |
| 53°48′N 75°0′E / 53.800, 75.000 | Kazajistán             | Pasanso a través del Lago Baljash                                         |
| 42°56′N 75°0′E / 42.933, 75.000 | Kirguistán             |                                                                           |
| 40°27′N 75°0′E / 40.450, 75.000 | China                  | Xinjiang                                                                  |
| 37°31′N 75°0′E / 37.517, 75.000 | Tayikistán             |                                                                           |
| 37°17′N 75°0′E / 37.283, 75.000 | China                  | Xinjiang                                                                  |
| 37°0′N 75°0′E / 37.000, 75.000  | Pakistán               | Gilgit-Baltistan - reclamado por India Azad Kashmir - reclamado por India |
| 34°39′N 75°0′E / 34.650, 75.000 | India                  | Jammu y Cachemira - reclamado por Pakistán                                |
| 32°28′N 75°0′E / 32.467, 75.000 | Pakistán               | Punjab                                                                    |
| 32°2′N 75°0′E / 32.033, 75.000  | India                  | Punjab Haryana Rajasthan Madhya Pradesh Maharashtra Karnataka Kerala      |
| 12°27′N 75°0′E / 12.450, 75.000 | Océano Índico          |                                                                           |
| 60°0′S 75°0′E / -60.000, 75.000 | Océano Antártico       |                                                                           |
| 69°3′S 75°0′E / -69.050, 75.000 | Antártida              | Territorio Antártico Australiano, reclamado por Australia                 |